# تاريخ الهجرة البشرية
الهجرة البشرية هي انتقال البشر من منطقة إلى أخرى مع نية البقاء مؤقتا أو بشكل دائم في تلك المنطقة الجديدة. عادة تمتد هذه الهجرات لمسافة طويلة ويقوم بها سكان دولة واحدة أو مجموعة عوائل أو مجموعات ضخمة من البشر. استمرت حركة السكان تحت شكلي الهجرة الاضطرارية ضمن منطقة أو دولة واحدة، والهجرة الاضطرارية هي التي تتضمن الأغراض التجارية والمتاجرة بالبشر والتطهير العرقي يطلق على الأشخاص الذين ينتقلون إلى أقاليم أخرى بـ«المهاجرين» بينما يطلق على الأشخاص عند نقطة المغادرة بـ «النازحين».
تعتبر هجرة الأعداد القليلة من السكان لمنطقة أخرى بغرض تطويرها إخلالا للاتفاق بناء على الوضع والظروف والمنظور التاريخي ويشار اليهم بـ «المستوطنون أو المستعمرون»، بينما يشار إلى السكان النازحين بسبب الهجرة أو الاستعمار بـ«اللاجئين».
هذه المقالة تحدد تاريخ الهجرة البشرية بداية من عصر ما قبل التاريخ وحتى أواخر القرن العشرين.

## هجرات ما قبل الحداثة
بدأت الهجرة التاريخية للبشر بحركة الإنسان المنتصب من أفريقيا عبر أوراسيا منذ نحو 1.75 مليون سنة. ويبدو أن الإنسان العاقل قد سكن كل من أفريقيا منذ حوالي 150.000 سنة، وتحرك خارج أفريقيا قبل 70.000	، ثم انتشر في جميع أنحاء أستراليا وآسيا وأوروبا قبل 40.000 سنة قبل الميلاد. وبدأت الهجرة إلى الأمريكيتين قبل 20.000 إلى 15.000 سنة، ثم قبل 2000 سنة أصبحت معظم جزر المحيط الهادئ مستعمرة. وكانت تحركات السكان اللاحقة تشمل ثورة العصر الحجري الحديث، وتوسع الهندو أوروبي، و أوائل هجرات القرون الوسطى العظمى بما في ذلك التوسع التركي. حدث في بعض الأماكن تحول ثقافي كبير بعد هجرة نخبة صغيرة نسبياً من السكان وكمثال على ذلك تركيا وأذربيجان. وفي بريطانيا تم اعتبار أن الفتوحات الرومانية و النورمانية أمثلة مماثلة، في حين أن «أكثر نقاشات التحولات الثقافية البريطانية جدلاً هو دور الهجرة في هذا التغيير المفاجئ نسبيا والجذري من بريطانيا الرومانية إلى بريطانيا الأنجلو سكسونية »، حيث يمكن تفسيره بإمكانية « هجرة كبيرة من الكروموسومات الأنجلو سكسونية Y في وسط إنجلترا (تساهم 50 ٪ -100٪ في الجينات في ذلك الوقت). »

خارطة للهجرات البشرية القديمة

هاجر البشر الأوائل بسبب العديد من العوامل مثل تغيير المناخ والتضاريس وعدم كفاية الإمدادات الغذائية. و تشير الأدلة إلى أن أسلاف الشعوب الأسترونيزية انتشرت من البر الصيني الجنوبي لتايوان في وقت ما منذ حوالي 8000 سنة. و الأدلة من اللغويات التاريخية تشير إلى أنه هاجرت من هذه الجزيرة مجموعات البحارة في شكل موجات كبيرة منفصلة عبر آلاف السنين إلى كل المنطقة التي تشملها اللغات الأسترونيزية، ويعتقد أن هذه الهجرة بدأت منذ حوالي 6000 سنة. تم افتراض أن الهجرة الهندية الآرية من وادي السند إلى سهل نهر الجانج في شمال الهند قد اتخذت مكانها في الوسط إلى أواخر العصر البرونزي، حيث عاصرت أواخر مرحلة الهاربان في الهند (حوالي 1700-1300 قبل الميلاد). ثم من عام 180 قبل الميلاد تلتها سلسلة من الغزوات من آسيا الوسطى بما في ذلك تلك التي بقيادة الهندو إغريق ، والهندوسكيثيين، والهندوبارثيين والكاشيون في شمال غرب شبه القارة الهندية.

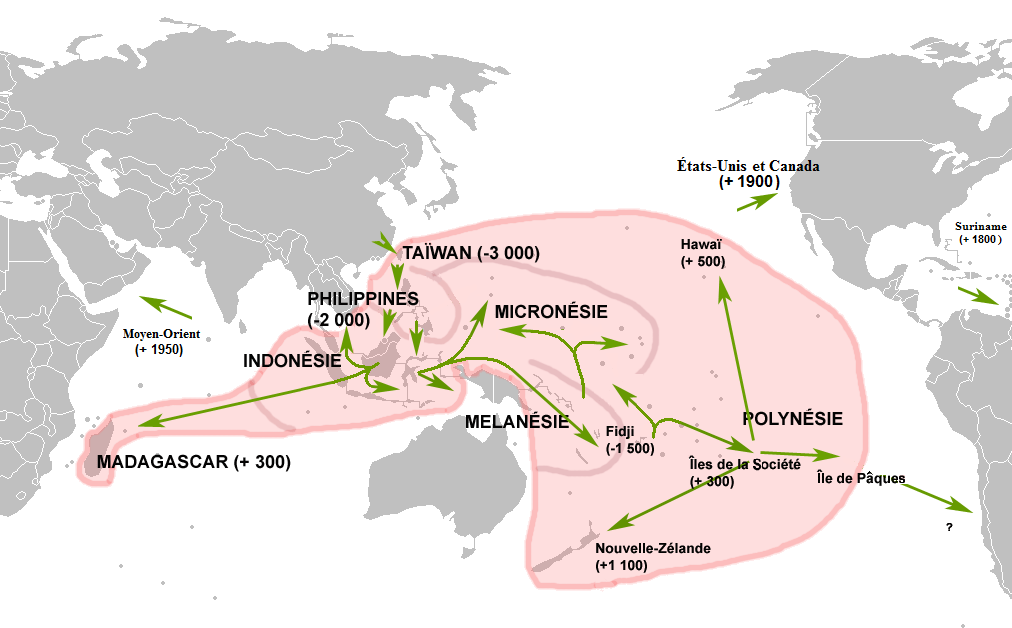
شعوب أسترونيزية : خارطة التوسع

من عام 728 قبل الميلاد بدأ اليونانيون 250 سنة من التوسع واستيطان المستعمرات في أماكن عديدة بما في ذلك صقلية ومرسيليا. في أوروبا كانت هناك موجتين من الهجرات هيمنت على التوزيعات السكانية، أحدها شعب السلتيك والأخرى فترة الهجرة الأخيرة من الشمال والشرق وكلتاهما تعتبران أمثلة محتملة للتغير الثقافي العام المتأثر بهجرة النخبة الأوائل والمحاربين. ومن الأمثلة الأخرى هي التحركات الصغيرة للمجريين في بانونيا (في العصر الحديث المجر). انتشرت الشعوب التركية من وطنهم في تركستان الحديثة عبر معظم أنحاء آسيا الوسطى إلى أوروبا والشرق الأوسط في القرن السادس إلى القرن الحادي عشر. وتشير الأبحاث الحديثة إلى أن مدغشقر كانت غير مأهولة حتى وصل البحارة الأسترونيزيين من إندونيسيا خلال القرنين الخامس والسادس الميلادية . و ساعدت الهجرات اللاحقة من المحيط الهادئ وأفريقيا على المزيد من التوحيد لهذا الخليط الأصلي حتى ظهر شعب مدغشقر.

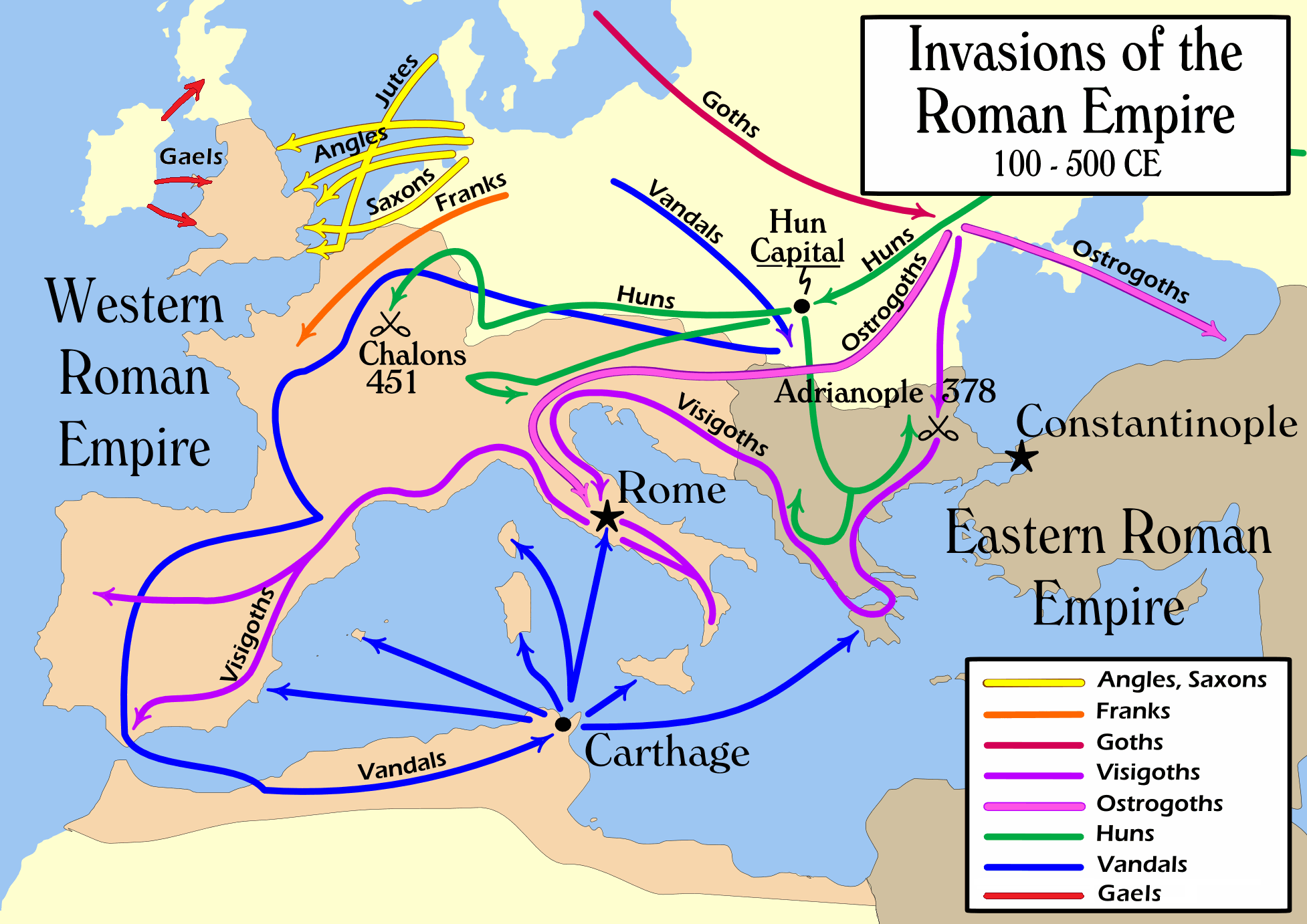
فترة الهجرة من القرن الرابع وحتى القرن السادس

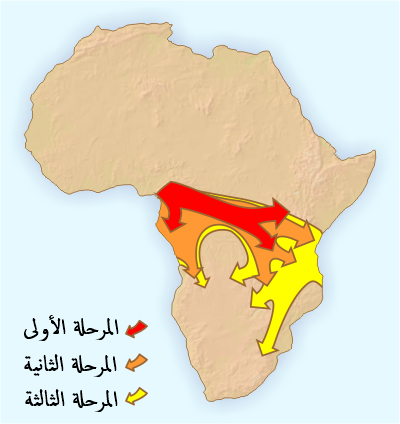
احد التقديرات المشتركة لتوسع البانتو عام 1000 قبل الميلاد إلى عام 500 ميلادي

قبل التوسع للغات البانتو والناطقين بها كان يعتقد أن النصف الجنوبي من أفريقيا يسكنه الناطقون بلغة البيجمه والكوزان ، و اليوم تشغل المناطق الجافة حول صحراء كالاهاري والغابات في أفريقيا الوسطى. وبعد حوالي 1000 سنة ميلادية كانت هجرة البانتو قد وصلت إلى زيمبابوي وجنوب أفريقيا العصر الحديث . كان بنو هلال وبنو معقل مجموعة من القبائل البدوية العربية من شبه الجزيرة العربية الذين هاجروا غربا عبر مصر بين القرنين الحادي عشر والثالث عشر. وساهمت هجرتهم بقوة على تعريب وأسلمة المغرب الغربي الذي كانت تسيطر عليه قبائل البربر حتى ذلك الحين. ويعتبر التوسع الألماني الشرقي (Ostsiedlung) هو هجرة الشرق في القرون الوسطى واستيطان الألمان. و كان القرن الثالث عشر وقت الهجرات الكبيرة للمغول والأتراك عبر أوراسيا.
بين القرنين الحادي عشر والثامن عشر كانت هناك العديد من الهجرات في آسيا. هاجر كهنة الفاتجيان Vatsayan من تلال الهيمالايا الشرقية إلى كشمير خلال غزو شان في 1203. واستقروا في تلال شيفاليك المنخفضة في عام 1206 لتقديس الآلهة الظاهرة. في احتلال مينغ توسع الفيتناميون جنوباً في عملية تسمى تين نام (التوسع جنوباً). ولقد تم فصل منشوريا من الصين عن طريق حواجز الصفصاف الداخلية التي قيدت حركة هان الصينية في منشوريا في أوائل حكم مملكة تشينغ، حيث كانت المنطقة محظورة على الهان حتى بدأت مملكة تشينغ باستعمار المنطقة معهم في وقت لاحق من حكم السلالة.
أدى عصر الاستكشاف والاستعمار الأوروبي إلى تسارع وتيرة الهجرة منذ بداية العصر الحديث. في القرن السادس عشر دخل حوالي 240.000 من الأوروبيين الموانئ الأمريكية. في القرن التاسع عشر غادر أكثر من 50 مليون شخص أوروبا متجهين للأمريكيتين. ولقد زاد السكان المحليين أو القبائل مثل السكان الأصليين في كندا، والبرازيل، والأرجنتين واستراليا واليابان والولايات المتحدة عددياً بسبب المستوطنين.

## الحروب العالمية وعواقبها
كان للحربين العالميتين الأولى والثانية والحروب والإبادات الجماعية والأزمات التي ظهرت بسببها تأثير هائل على الهجرة. انتقل المسلمين من البلقان إلى تركيا بينما انتقل المسيحيين في الاتجاه الآخر أثناء انهيار الإمبراطورية العثمانية. في أبريل 1915 قامت الحكومة العثمانية بالقتل المنظم لسكانها الأرمنيين المدنيين. و تواصل الاضطهاد بدرجات متفاوتة من الشدة حتى عام 1923 عندما سقطت الإمبراطورية العثمانية وحلت محلها الجمهورية التركية.
لقد كان عدد السكان الأرمنيين في الدولة العثمانية نحو مليونين في عام 1915. وفي عام 1918 تم قتل ما يقدر بمليون شخص ، في حين أن مئات الآلاف أصبحوا من اللاجئين المشردين بلا وطن . وبحلول عام 1923 اختفى السكان الأرمنيين بالكامل تقريباً من الأناضول التركي. انتقل أربعمائة ألف يهودي إلى فلسطين في أوائل القرن العشرين، والعديد منهم إلى أمريكا كما سبق ذكره. تسببت الحرب الأهلية الروسية بهجرة نحو ثلاثة ملايين من الروس والبولنديين والألمان من الاتحاد السوفيتي الجديد. وأيضاً تسبب إنهاء الاستعمار بعد الحرب العالمية الثانية بالهجرات.
لقد تشكل المجتمع اليهودي في أوروبا والبحر الأبيض المتوسط والشرق الأوسط من المهاجرين المتطوعين وغير المتطوعين . بعد المحرقة (1938-1945) كانت هناك زيادة في الهجرة إلى الانتداب البريطاني في فلسطين والذي أصبح الدولة الحديثة إسرائيل نتيجة لقرار الأمم المتحدة لتقسيم فلسطين.
لقد أدت أحكام اتفاقية بوتسدام عام 1945 التي وقعها الحلفاء الغربيين المنتصرين والاتحاد السوفيتي إلى واحدة من أكبر الهجرات الأوروبية والأكبر في القرن العشرين. حيث شملت هجرة وإعادة توطين أكثر من 20 مليون شخص. وكان أكبر الفئات المتضررة هم الألمان 16.5 مليون طردوا من أوروبا الشرقية إلى الغرب. وكانت ثاني أكبر فئة هم البولنديين الذين طرد منهم الملايين غرباً من منطقة كريسي الشرقية وتوطينهم في ما يسمى بالأراضي المستردة (انظر الحلفاء يقرون الحدود البولندية في المادة على خط أودرنيسي). تم طرد مئات الآلاف من البولنديين والأوكرانيين (عملية فيستولا)،و الليتوانين، واللاتفيين، والاستونيين وبعض البيلاروس باتجاه الشرق من أوروبا إلى الاتحاد السوفيتي. وأخيراً فإن العديد من مئات الآلاف من اليهود المتبقين في أوروبا الشرقية بعد المحرقة هاجروا خارج أوروبا إلى إسرائيل والولايات المتحدة.

## باكستان-الهند
تلو تقسيم الهند عام 1947 انتقل عدد كبير من السكان من الهند إلى الباكستان وبالعكس، بناء على معتقداتهم الدينية. تم إقرار قانون التقسيم في استقلال الهند في تشرين الأول عام 1947 نتيجة لانحلال الإمبراطورية البريطانية الهندية. أدى قرار التقسيم إلى تشريد ما يصل إلى 17 مليون شخص في عهد الإمبراطورية البريطانية الهندية السابقة، مع تقديرات خسائر الأرواح تتراوح من مئات الآلاف إلى المليون نسمة. هاجر المسلمين القانطين في الهند البريطانية السابقة لباكستان (بما في ذلك شرق باكستان، بنغلاديش حاليا)، بينما انتقل الهندوس والسيخ المقيمين في باكستان والهندوسية من سكان باكستان الشرقية (بنغلاديش حاليا) في الاتجاه المعاكس.
```
تشير التقديرات المستندة على قطاعات الصناعة في الهند الحديثة والتي تستخدم المهاجرين بصفة رئيسية أن هناك نحو 100 مليون هجرة دائرية في الهند. تلعب الطبقات والشبكات الاجتماعية والسوابق التاريخية دوراً قوياً في تشكيل أنماط الهجرة. كانت الهجرة بالنسبة للفقراء دائرة مفرغة وعلى الرغم من الانتقال مؤقتاً إلى المناطق الحضرية، فإنها تفتقر إلى الضمان الاجتماعي والذي قد يضمن حق البقاء هناك بصورة دائمة. وقد كانوا حريصين على الحفاظ على موطئ قدم في مناطق سكنهم خلال الموسم الزراعي.
```

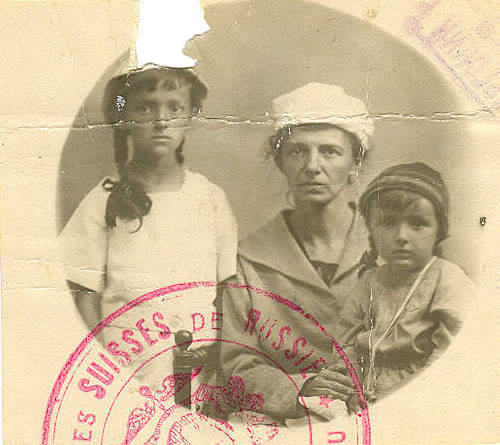
امرأة سويسرية مع أطفالها مغادرين بسبب الحرب الأهلية في روسيا، عام 1921

في بحث أجراه معهد التنمية الخارجية عرف الحركة السريعة للعمالة من النمو المتسارع إلى النمو المتباطئ كجزء من الاقتصاد. المهاجرين غالبا ما يجدون أنفسهم مستبعدين من سياسات الإسكان في المناطق الحضرية، وهناك حاجة إلى مبادرات دعم لإعطاء العمال وصول محسن إلى معلومات السوق و التصديق على الهوية والسكن التعليم.
لقي ما بين 200,000 و 500,000 شخصا مصرعهم في الإبادة الجماعية الانتقامية في أعمال الشغب التي سبقت التقسيم في منطقة البنجاب. حسب تقديرات المفوضية العليا للأمم المتحدة لشؤون اللاجئين تم تشريد 14 مليون من الهندوس والسيخ والمسلمين أثناء التقسيم. أطلق عليه العلماء أكبر هجرة جماعية في تاريخ البشرية: وأطلق عليها نايجل سميث في كتابه باكستان: التاريخ، والثقافة، والحكومة بـ «أكبر هجرة تاريخية».